# John Cowper Powys
John Cowper Powys (Shirley, 8 ottobre 1872 – Blaenau Ffestiniog, 17 giugno 1963) è stato uno scrittore britannico.

## Opere
- Estasi (Wolf Solent), 1929
- Romanzo di Glastonbury (A Glastonbury Romance ), 1933
- Autobiografia (Autobiography), 1934
- In difesa della sensualità (In Defence of Sensuality), 1930